# Mikael de Wollo
Negus Mikael de Wollo (nacido Mohammed Ali, 1850 - 8 de septiembre de 1918), fue un comandante del ejército y miembro de la nobleza del Imperio etíope. Era el padre del emperador "sin corona" Lij Iyasu y el abuelo de la emperatriz Menen, esposa del emperador Haile Selassie. Cambió su nombre por el de Mikael al convertirse al cristianismo.
Ras Mikael tenía una fuerte relación tanto con Yohannes IV (quien se convirtió en su padrino) como con Menelik II (quien se convirtió en su suegro).
Ras Mikael había desempeñado un papel fundamental en la historia de Etiopía. Su ejército Wollo era uno de los más poderosos del norte de Etiopía y la caballería Wollo era reconocida en todo el imperio. Ras Michael luchó con el emperador Yohannes en la batalla de Gallabat contra los mahdistas sudaneses. Leal hasta el final, sostuvo en sus brazos al moribundo Yohannes. Ras Mikael también dirigió la caballería Wollo Oromo durante la Batalla de Adwa luchando junto con Menelik II, Ras Mekonnen, Ras Mengesha y Negus Tekle Haimanot. 

## Biografía

### Carrera temprana
Ras Mikael nació en Wollo y, como musulmán, se llamaba Mohammed Ali. Su padre era el Imam Ali Abba Bula, de etnia Oromo de la poderosa dinastía Wallo. Según los informes, su madre Woizero Jeti (ጄቲ) era una noble cristiana de ascendencia Oromo y Amhara. El linaje de Mohammed Ali incluía ancestros de habla oromo y amárico que atestiguan la población multiétnica de Wollo. 

### Conversión al cristianismo
En el infame "Consejo de Boru Meda", el emperador Yohannes obligó a Mohammed Ali y a los aristócratas musulmanes de Wollo a convertirse al cristianismo en un plazo de tres meses o renunciar a sus cargos. "Habiendo llegado a la conclusión de que Wollo valía una misa", afirma Marcus, "Mohammad Ali llevó a su pueblo al cristianismo". Ali fue bautizado con el nombre de "Mikael" y se convirtió en Ras (equivalente a "Duque⁣"). Sin embargo, aunque algunos de los líderes de Wollo se convirtieron al cristianismo, la gran mayoría de la población musulmana de Wollo se negó a convertirse y se rebeló. En la provincia de Ifat, el líder rebelde Talha Jafar encabezó una insurgencia en 1879 que derrotó a las fuerzas de Mikael.  Como consecuencia, Atse Yohannes hizo campaña por todo Wollo, masacrando a miles de musulmanes wollo para romper su resistencia. Muchos musulmanes de Wollo partieron hacia un santuario en Metemma, el Reino de Jimma y el Emirato de Harar. 

### Bautismo y matrimonio
El emperador Yohannes IV fue su padrino en su bautismo. Ras Mikael de Wollo, como se le conocía ahora, finalmente se casó con Shoaregga Menelik, la hija natural de Menelik, convirtiéndose en la tercera de sus cuatro esposas.
Mikael fundó Dessie, la primera ciudad de Wollo y su nueva capital. Se afirma que Ras Mikael se convirtió en un cristiano profundamente devoto de la Iglesia Ortodoxa Etíope Tewahedo y en un dedicado constructor de iglesias.[cita requerida]

### Batalla de Adua
En 1896, durante la Primera Guerra Italo-Etíope, Ras Mikael luchó con Menelik y dirigió la temida caballería Wollo contra los invasores italianos en la Batalla de Adwa . Una brigada italiana inició una retirada de combate hacia las principales posiciones italianas. Sin embargo, la brigada inadvertidamente marchó hacia un valle estrecho donde la caballería de Mikael los masacró mientras gritaba "¡Cosechen! ¡Cosechen!". Los restos del comandante de la brigada nunca fueron encontrados. 

### Batalla de Segale
Tras la muerte de Menelik en 1913, el hijo de Mikael y nieto del emperador Menelik, Lij Iyasu. Según los deseos de Menelik, Ras Tessema Nadew se convirtió en el regente del nieto de 18 años de Menelik. Sin embargo, ese mismo año murió Tessema Nadew. Si bien Iyasu ahora estaba solo, nunca fue completamente aceptado. Más importante aún, nunca fue coronado Emperador formalmente. Sin embargo, siguiendo instrucciones de Iyasu, su padre Mikael fue ungido Negus o rey de Wollo y Tigray. Negus Mikael se convirtió entonces en el poder detrás del trono. 
Durante la Primera Guerra Mundial, surgieron preocupaciones sobre los vínculos de Iyasu con las potencias centrales, sobre su posible apoyo a Mohammed Abdullah Hassan y sobre su potencial conversión al Islam. En respuesta a estas preocupaciones, el 27 de septiembre de 1916, Iyasu fue depuesto por un consejo de nobles y alto clero, y la cuñada de Mikael, Woizero Zewditu, fue declarada Negiste Negest ("Reina de Reyes") Zewditu I. Zewditu fue otra de las hijas de Menelik, y al mismo tiempo que era nombrada Emperatriz, el consejo también proclamó como Regente y Heredero al Trono al joven Ras Tafari Makonnen, el futuro Emperador Haile Selassie I. El nuevo Regente y Heredero Ras Tafari estaba casado con Woizero (más tarde emperatriz) Menen Asfaw, nieta de Negus Mikael de su hija Woizero Sehin Mikael.
La respuesta de Negus Mikael a la destitución de Iyasu fue rápida. El 7 de octubre de 1916, Mikael partió de Wollo al frente de un ejército de 80.000 hombres para invadir Shewa y reinstalar a su hijo; Iyasu se uniría a él allí con su propio ejército. El 27 de octubre, Negus Mikael se enfrentó al cuerpo principal de las fuerzas que apoyaban a Zewditu en la Batalla de Segale. Mikael atacó primero, pero la munición de sus ametralladoras se acabó pronto y su artillería fue silenciada rápidamente. Sus asaltos de infantería y caballería se toparon directamente con el fuego asesino de un enemigo dispuesto a sus ataques.  Iyasu se desvió de camino al campo de batalla y llegó demasiado tarde para ayudar. Sólo pudo ver que su padre fue derrotado, huyó del campo de batalla y se escondió.  Mikael fue capturado y puesto bajo la supervisión de Fitawrari ("Comandante de la Vanguardia") Habte Giyorgis, quien lo confinó en una isla en el lago Chabo en Gurageland . Después de dos años y medio, Mikael solicitó con éxito a la emperatriz Zewditu que lo trasladaran de la isla y fue puesto bajo arresto domiciliario en Holeta Genet, en una antigua casa de campo del difunto emperador Menelik II, donde murió seis meses después.  Como abuelo de la esposa del Príncipe Heredero, Negus Mikael estuvo de luto total en la corte real.

### Muerte y entierro

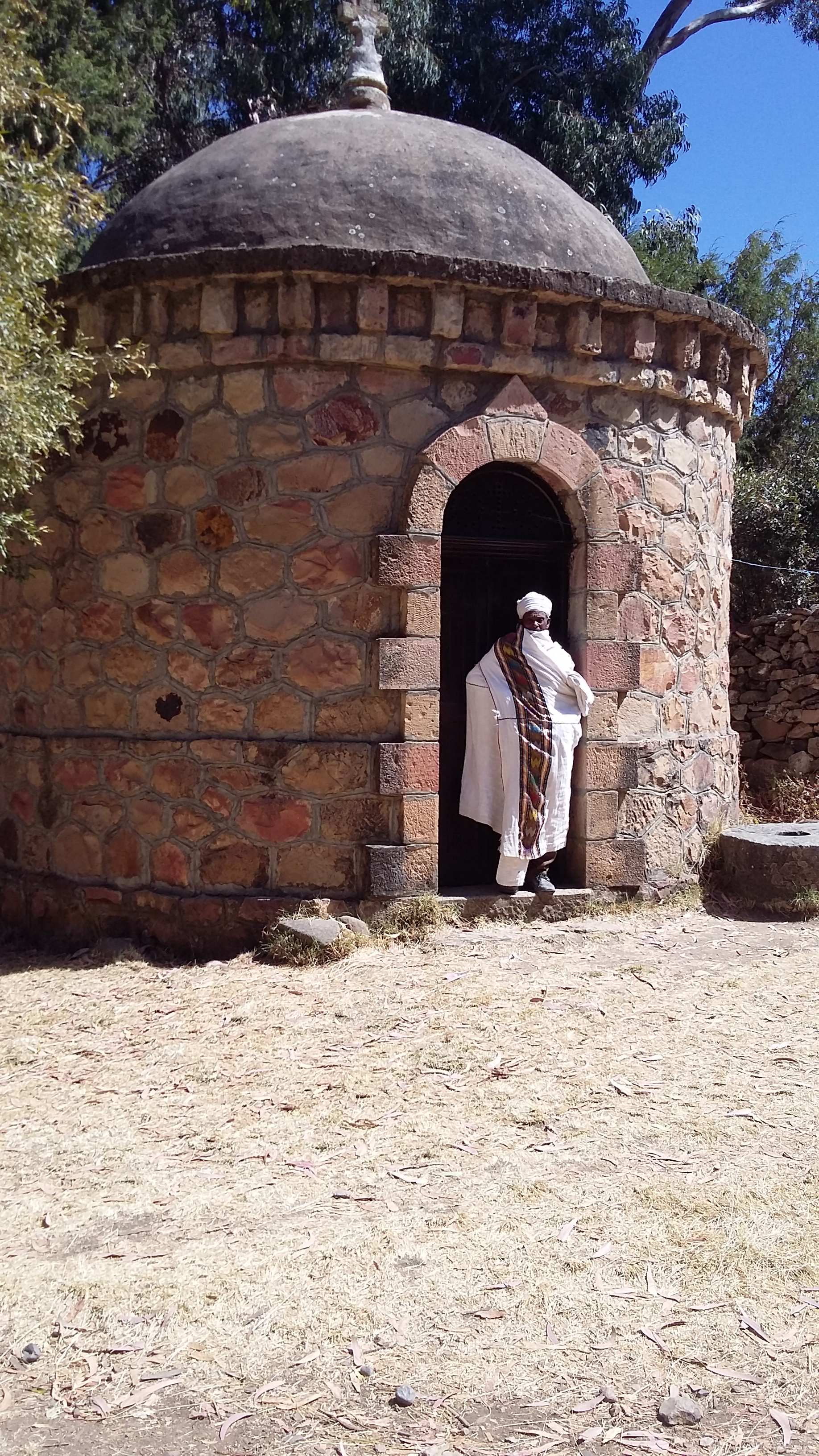
Negus Mikael y algunos de sus familiares fueron enterrados en este mausoleo.

Negus Mikael murió el 8 de septiembre de 1922. Luego, el cuerpo fue transportado desde Holeta (Menagesha) a Tenta para su entierro. El rey fue enterrado en la iglesia Tenta St Mikael.

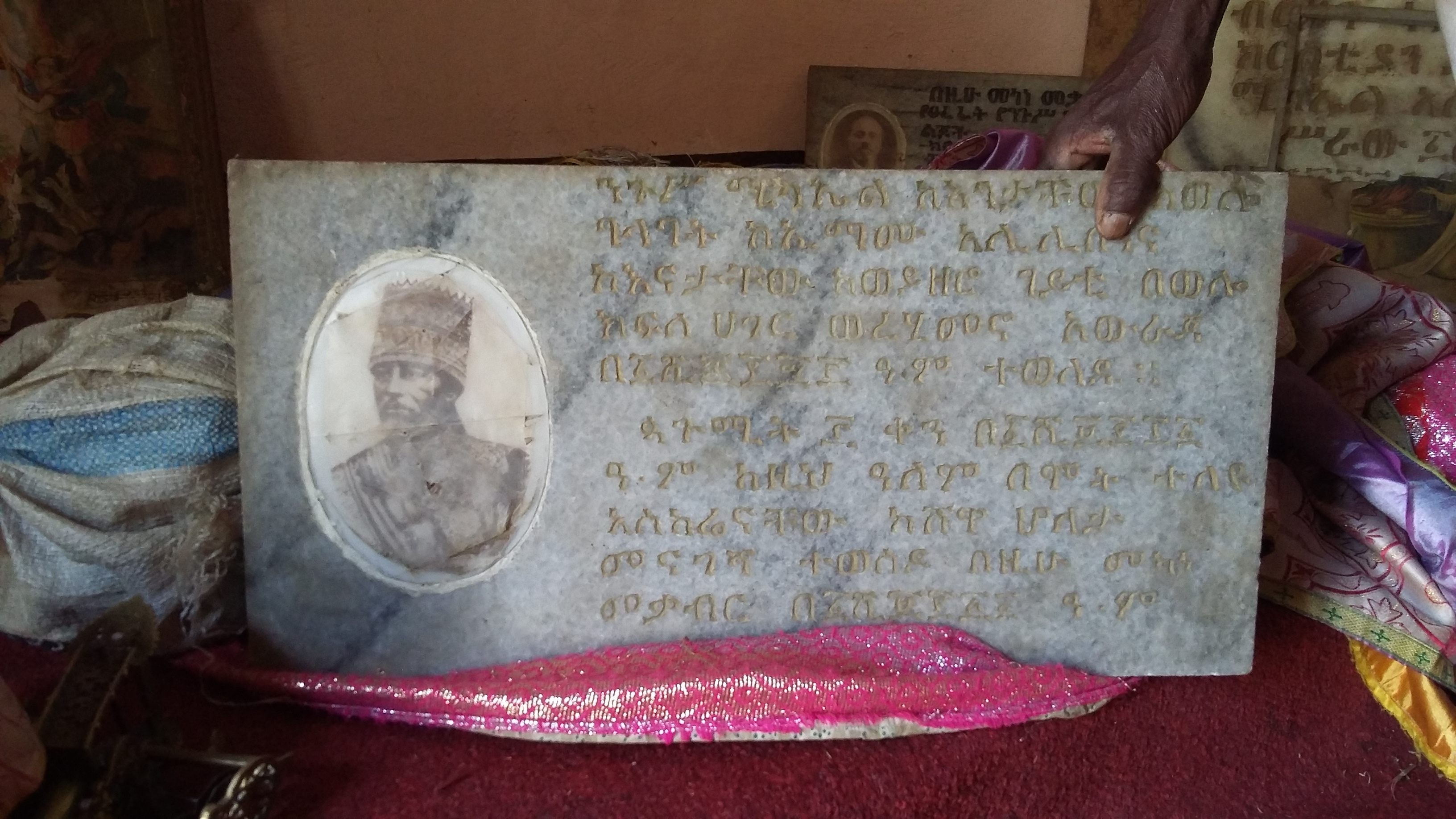
Inscripción sobre la muerte y entierro de Negus Mikael de Wollo

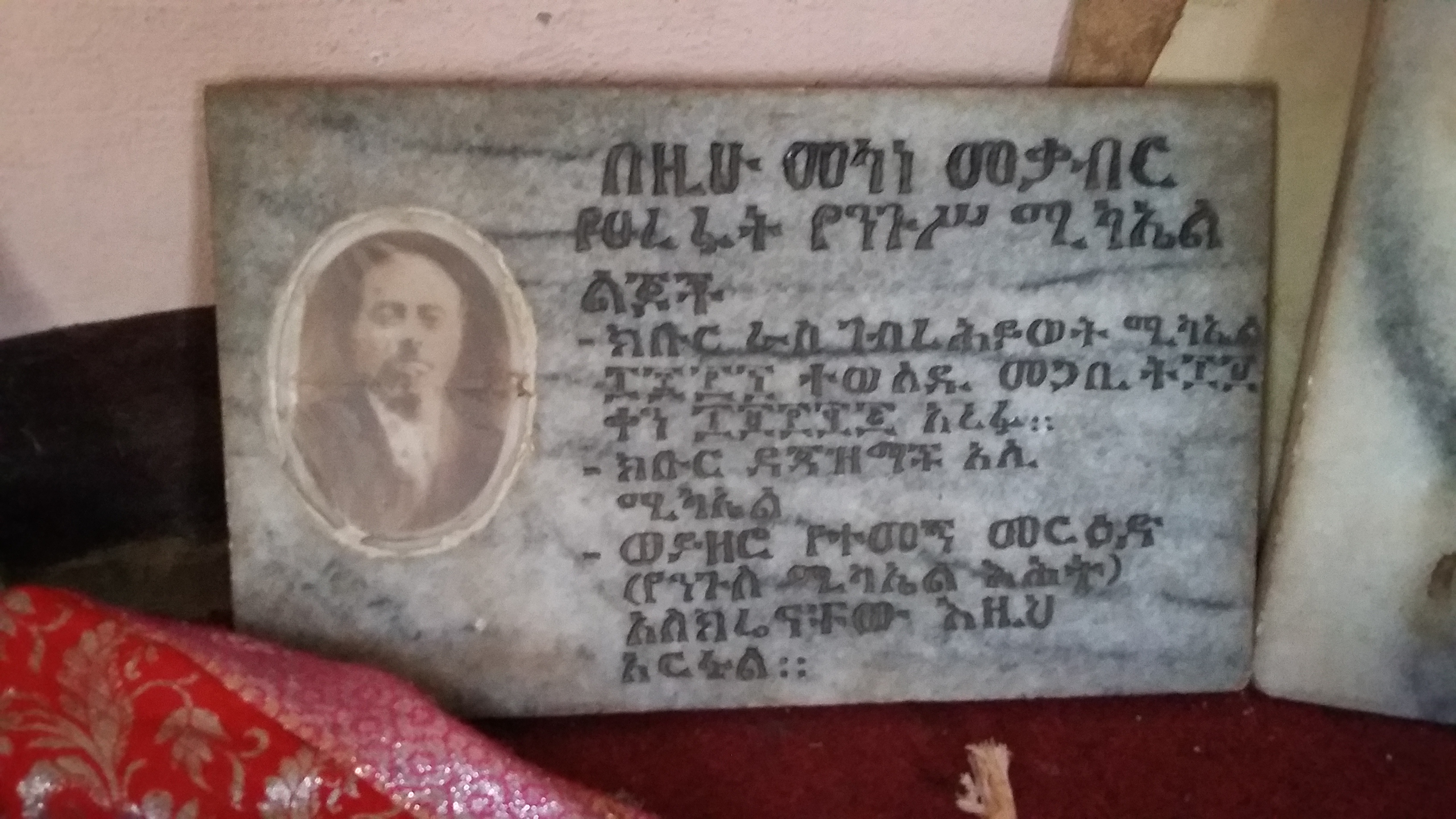
Tumba de Negus Mikael Inscripción de todos los miembros de la familia enterrados

En el recinto de la iglesia se encuentra un mausoleo, con techo en forma de cúpula, a unos 20 metros del edificio de la iglesia. En este mausoleo fue enterrado el rey Negus Mikael. Junto al rey, también están enterrados allí dos miembros de la familia: sus hijos Gebrehiwot Mikael y Ali Mikael, junto con la hermana de Negus Mikael, Yetemegn Mere'ed.